# 쓰허위안

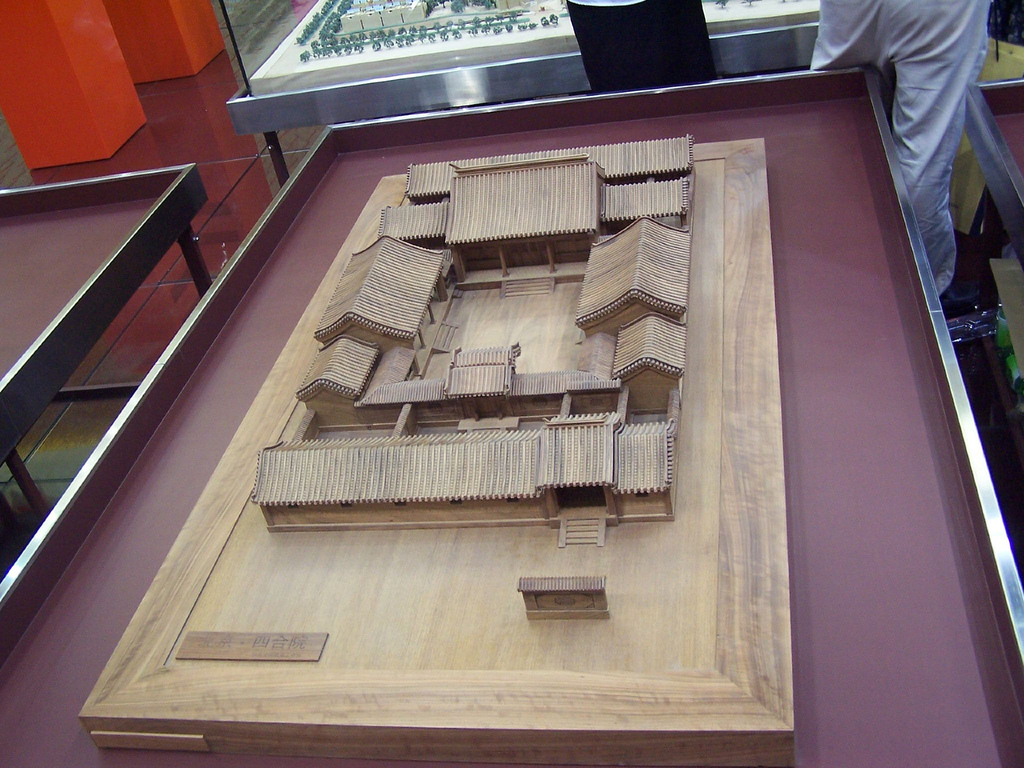
쓰허위안의 모형

쓰허위안(중국어: 四合院, 병음: sìhéyuàn, 한자음: 사합원)은 중국 화북지방의 전통 가옥 건축양식이다. 중국의 화북지방 이북 및 서북지방에 많이 보이지만, 특히 베이징 시가에서는 쓰허위안이 후퉁에 접해 있어서 옛날 그대로의 풍경을 보여주는 것으로 유명하다.

## 특징
풍수지리의 형행으로, 대략적인 건물과 문의 배치가 정해져 있다. 또, 지방에 따라 안뜰의 넓이, 벽의 두께 등이 다르다.

## 역사
베이징의 쓰허위안에 한하면，요나라 때 기본적인 구조를 형성하였고, 그 후의 금, 원, 명, 청, 시대를 지나 현재와 같은 구조가 되었다.

## 현재의 쓰허위안
지금은 건물을 분할하여 한 세대나 여러 세대로 공동 거주를 하고 있다. 그 때문에 일반적으로 견학을 할 수는 없지만, 일부 유명인이 거주하였던 곳은 기념관으로 꾸며져서 참관이 가능하다. 아파트나 호텔로 사용되는 것도 있다. 2008년 베이징 올림픽 때문에 재개발이 진행되어 대부분 해체되고 있다.

## 저명인이 거주한 쓰허위안
- 루쉰 기념관
- 마오둔 옛집
- 송경령 옛집
- 곽말약 기념관

## 같이 보기
- 후퉁